# E584 (Ecuador)
De E584 of Vía Colectora Pasaje-Y del Enano (Verzamelweg Pasaje-Y del Enano) is een secundaire nationale weg in Ecuador. De weg loopt van Pasaje naar Y del Enano. 